# Javorje (żupania zagrzebska)
Javorje – wieś w Chorwacji, w żupanii zagrzebskiej, w gminie Brdovec. W 2011 roku liczyła 679 mieszkańców.